# Diavol tasmanian
Diavolul tasmanian (Sarcophilus harrisii) este un marsupial carnivor, mic de statură, însă cu o musculatură foarte bine dezvoltată. Blana sa este neagră și poate degaja mirosuri neplăcute dacă este deranjat.
Diavolul tasmanian este singurul membru al genului Sarcophilus. Are mărimea unui câine mic, dar îndesat și musculos. Diavolul tasmanian este acum cel mai mare marsupial carnivor din lume, după dispariția lupului marsupial în 1936.

## Răspândire
Diavolul tasmanian a dispărut de pe continentul australian acum cel puțin 3000 de ani, cu mult înainte de debarcarea europenilor în 1788, singurul loc în care mai este prezent fiind insula Tasmania. Deoarece aceste animale au fost văzute ca o amenințare la adresa celorlalte animale din Tasmania, diavolii au fost vânați până în 1941, când au devenit specie protejată oficial.

## Taxonomie
Naturalistul George Harris a publicat prima descriere a diavolului tasmanian în 1807, numindu-l Didelphis ursina.
În 1838 diavolul tasmanian a fost redenumit Dasyurus laniarius de către Richard Owen, înainte de a fi mutat în genul Sarcophilus în 1841 și numit Sarcophilus harrisii, sau „Iubitorul de carne al lui Harris”, de Pierre Boitard. O revizuire ulterioară a taxonomiei, publicată în 1987, a încercat să schimbe numele speciei în Sarcophilus laniarius pe baza fosilelor aparținând a câteva animale găsite pe continent. Acestă schimbare nu a fost acceptată de către comunitatea taxonomică, numele de S. harrisii fiind reținut pentru diavolul tasmanian și cel de S. laniarius pentru specia fosilă.

### Filogenie
Diavolul tasmanian (Sarcophilus harrisii) aparține familiei Dasyuridae. Genul Sarcophilus conține două alte specii cunoscute numai din Pleistocen, S. laniarius și S. moomaensis. Relațiile dintre cele trei specii nu sunt clare. Analiza filogenetică arată că diavolul tasmanian este cel mai apropiat de felinele marsupiale, și mai la distanță de lupul tasmanian.

### Genetică
Genomul diavolului tasmanian a fost secvențiat în 2010 de către  Wellcome Trust Sanger Institute. Ca și celelalte specii de dasyuride, diavolul tasmanian are 14 cromozomi. Ei au o diversitate genetică redusă în comparație cu alte marsupiale australiene sau cu alte carnivore placentare, acest lucru fiind compatibil cu un efect de fondator datorită variabilității alelice reduse și aproape continue în toate subpopulațiile studiate.
Diversitatea alelică a fost măsurată între 2,7 și 3,3 în subpopulațiile eșantionate, iar heterozigoția a fost în intervalul 0,386 - 0,467. Conform unui studiu realizat de Menna Jones, „fluxul de gene pare extinsă până la 50 km”, semnificând o rată crescută de atribuire a alelelor la populația sursă sau la populațiile vecine aproapiate „în acord cu datele de mișcare a animalelor. La scără mai mare (150-250 km), fluxul de gene este redus, dar nu există nicio dovadă ce ar demonstra izolarea popualțiilor datorită distanței". Efectul insular ar fi putut contribui, de asemenea, la scăderea diversității genetice a acestor animale.
Perioadele de densitate scăzută a populației ar fi putut crea, de asemenea, efecte ale gâtului de sticlă moderate, reducând diversitatea genetică.
Focare de boală a tumorilor faciale a determinat o creștere în consangvinizarea. O sub-populație de diavoli de tasmania în partea de nord-vest a statului sunt distincți din punct de vedere genetic de celelalte populații, însă există unele interacțiuni între cele două grupuri.
Analiza polimorfismelor genetice ale genelor complexului major de histocompatibilitate (MHC) de clasa I prin metoda SSCP la indivizi provenind din mai multe regiuni ale Tasmaniei a demonstrat existența a 25 de tipuri diferite și a identificat un model diferit de tipuri ale MHC în nord-vestul față de estul Tasmaniei. 
Indivizii din partea de est a statului au o diversitatea a MHC mai redusă; 30% dintre aceștia sunt de același tip ca tumora facială (tip 1) și 24% sunt de tip A. Astfel, în est, șapte din zece indivizi sunt de tip A, D, G sau 1, tipuri care sunt legate de tumora facială, în timp ce în vest doar 55% din diavolii de Tasmania se încadrează în aceste categorii MHC. Din cele 25 de tipuri de MHC, 40% sunt exclusive pentru populațiile din vest. Deși populația din nord-vest este global mai puțin diversificată genetic, ea are o mai mare diversitate a genelor complexului MHC, care le permite să dezvolte un răspuns imun la infectarea cu celule ale tumorii faciale. Conform acestui studiu, amestecarea populațiilor de diavoli de Tasmania poate crește riscul de boală.
Din cele 15 regiuni diferite din Tasmania în care studiul a fost realizat, șase au fost în jumătatea de est a insulei. În regiunea pădurii Epping, situată în jumătatea de est, au fost identificate doar două tipuri diferite, 75% din indivizi fiind de tip O, iar în zona Buckland-Nugent au fost prezente doar trei tipuri. Astfel, în jumătatea de est s-au identificat, în medie pentru fiecare sit analizat, 5,33 tipuri diferite. În contrast, în regiunea de vest diversitatea este mai mare, în zona Capului Sorell identificându-se trei tipuri, în zona Togari North-Christmas Hills șase tipuri, restul de șapte site-uri având cel puțin opt tipuri de MHC, cu un maxim pentru West Pencil Pine cu 15 tipuri. În medie, în regiunea de vest au fost identificate 10,11 tipuri de MHC pentru fiecare sit analizat.

## Fizionomie

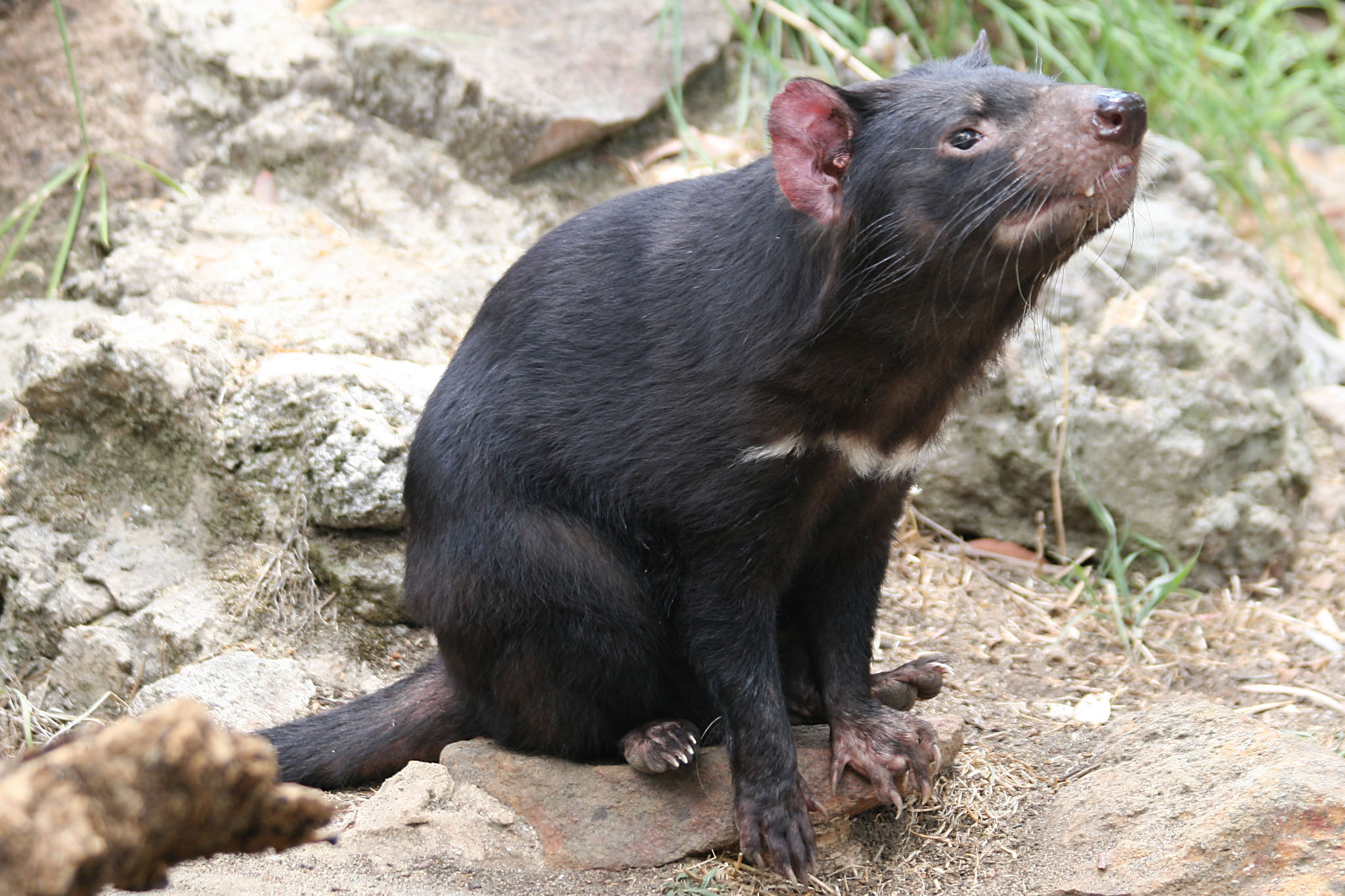
Mustatile diavolului ajuta să localizeze prada

Diavolul tasmanian este cel mai mare marsupial carnivor din Australia. Un mascul cântăreste între 10–12 kg, iar o femelă între 6 și 8 kg. Vârsta la care aceste animale devin adulte este de 3 ani. Țipetele sale i-au speriat pe primii europeni. Dacă mai adăugăm și culoarea neagră și temperamentul rău, ne explicăm de ce europenii l-au botezat „diavolul”. Deși are mărimea unui câine mic, labele și dinții săi puternici îi permit să devoreze în întregime prada, putând să rupă oase, piele. Puii sunt născuți prin marsupiul deschis înspre spatele mamei, de care ei se prind cu dinții în primele 4 luni. Are o construcție ghemuit și gros, cu un cap mare și o coadă care este de aproximativ jumătate din lungimea corpului. Neobișnuit pentru un marsupial, picioarele sale din față sunt ușor mai mari decât picioarele din spate. Diavolul poate alerga cu până la 13 km pe oră pe distanțe scurte. Blana este de obicei neagră, deși prezintă și niște pete albe neregulate pe piept.
Masculii sunt de obicei mai mari decât femelele, cu o medie a lungimii capului și corpului de 652 mm iar a cozii de 258 mm, greutatea medie fiind de 8 kg. Femelele au o medie a lungimii capului și corpului de 570 mm, a cozii de 244 mm, și cu o greutate medie de 6 kg. Speranța medie de viață a unui diavol tasmanian în sălbăticie este estimată la șase ani, deși acesta poate să trăiască mai mult în captivitate.
Diavolul depozitează grăsimea din organism la nivelul cozii, așa încât indivizii sănătoși au o coadă grasă. O glandă ano-genitală situată la baza cozii produce secreții puternic mirositoare atunci când este agitat sau se simte amenințat, secreții utilizate și pentru marcarea teritoriului.
Diavolul are mustăți pe față și smocuri de păr pe partea de sus a capului. Acestea îl ajută să localizeze prada când se află în căutarea hranei pe întuneric, și ca ajutor în detectarea altor diavoli, în timpul hrănirii. Auzul este simțul dominant al acestuia, și are, de asemenea, un simț al mirosului excelent. Deoarece diavolii sunt ființe nocturne, viziunea lor pare să fie mai puternică în alb și negru. În aceste condiții, ei pot detecta ușor obiecte în mișcare dar au dificultăți în a vedea obiectele staționare.
O analiză a forței mușcăturii în raport cu dimensiunea corpului, arată că diavolul are o mușcătură mai puternică decât toate mamiferele, peste 5100 psi (35.000 kPa). Un diavol tasmanian are, de asemenea, un set de dinți care cresc lent pe tot parcursul vieții sale. Dinții și fălcile diavolilor tasmanieni seamănă cu cele ale hienei, fiind un exemplu de evoluție convergentă.

## Reproducere

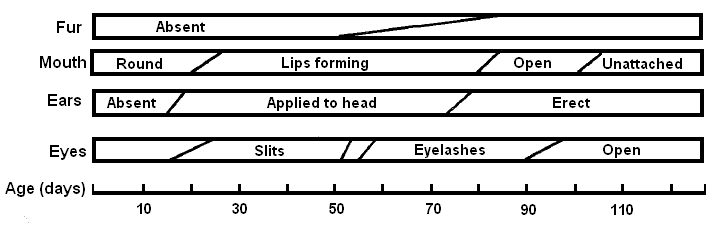
etape de dezvoltare în maturizarea diavolului tasmanian tineri. Liniile diagonale indică durata de timp în care schimbările se petrec, de exemplu, este nevoie de aproximativ 90 de zile pentru ca unui diavol să îi crească blana pe tot corpul.

Femelele încep să se reproducă atunci când ajung la maturitate sexuală, de obicei în al doilea an. În acest moment, ele devin fertile, o dată pe an, producând mai multe ovule atunci când sunt în călduri. Împerecherea are loc în martie, în locuri protejate atât în timpul zilei cât și în timpul nopții. Bărbații luptă pentru femele în sezonul de reproducere, urmănd ca acestea să se împerecheze cu masculul dominant. Diavolii nu sunt monogami, iar femelele se vor împerechea cu mai mulți masculi dacă nu sunt păzite după împerechere. Gestația durează 21 de zile, și diavolii dau naștere la 20-30 pui, fiecare cântărind aproximativ 0,18-0,24 grame. Când puii se nasc, concurența este acerbă în trecerea de la vagin spre marsupiu. Odată ajunși, fiecare va rămâne atașat la un mamelon pentru următoarele 100 de zile. În ciuda numărului mare de pui la naștere, femela are doar patru mameloane, astfel încât nu există niciodată mai mult de patru pui pe care îi alăptează. Supraviețuirea puilor de sex feminin este mai mare decât a celor de sex masculin, în medie doar 60% din pui supraviețuind până la naștere.
În interiorul marsupiului, este creat un mediu propice pentru dezvoltarea rapidă a puilor. Pleoapele sunt vizibile la 16 zile, mustățile la 17 de zile, iar buzele la 20 de zile. Începe să le crească blana la 49 de zile și au o blană complet dezvoltată la 90 de zile. Ochii lor se deschid la scurt timp după stratul lor de blana, între 87 și 93 de zile. Ei părăsesc marsupiul la 105 zile după naștere, și au o greutate de aproximativ 500 de grame. Spre deosebire de cangur, diavolii tinerii nu se întorc la marsupiu, în schimb, ei rămân pentru încă trei luni cu mama. Femelele sunt ocupate cu creșterea puilor aproximativ șase săptămâni pe an.

## Ecologie și comportament

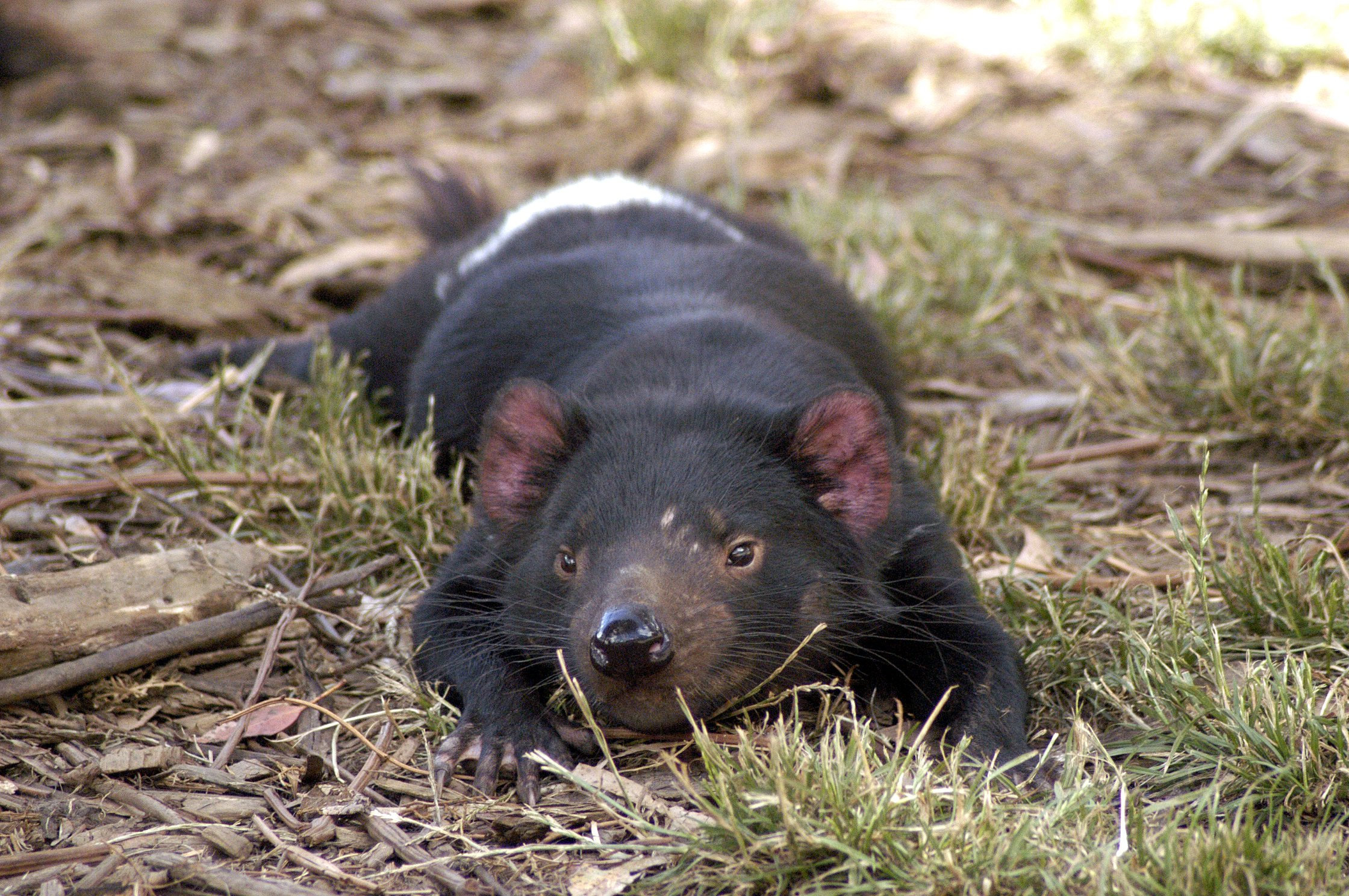
Deși diavoli tasmanieni sunt nocturni, le place să se odihnească la soare. Cicatrizarea de la o luptă precedentă este aproape vizibilă pe ochiul stâng.

Diavolii tasmanieni sunt destul de răspândiți în întreaga Tasmanie, dar mor repede din cauza unui cancer facial contagios. Răspândiți în toate habitatele de pe insulă, inclusiv la periferia zonelor urbane, ei preferă în mod deosebit locurile uscate și pădurile de coastă. Diavolul tasmanian este un animal nocturn și vânător crepuscular. Diavolii tineri se pot urca în copaci, dar acest lucru devine mai dificil pe măsură ce cresc mai mari. Diavolii pot de asemenea să înoate. Ei ocupă teritorii de 80–20 km², care se pot suprapune în mod considerabil peste teritoriile altor animale.

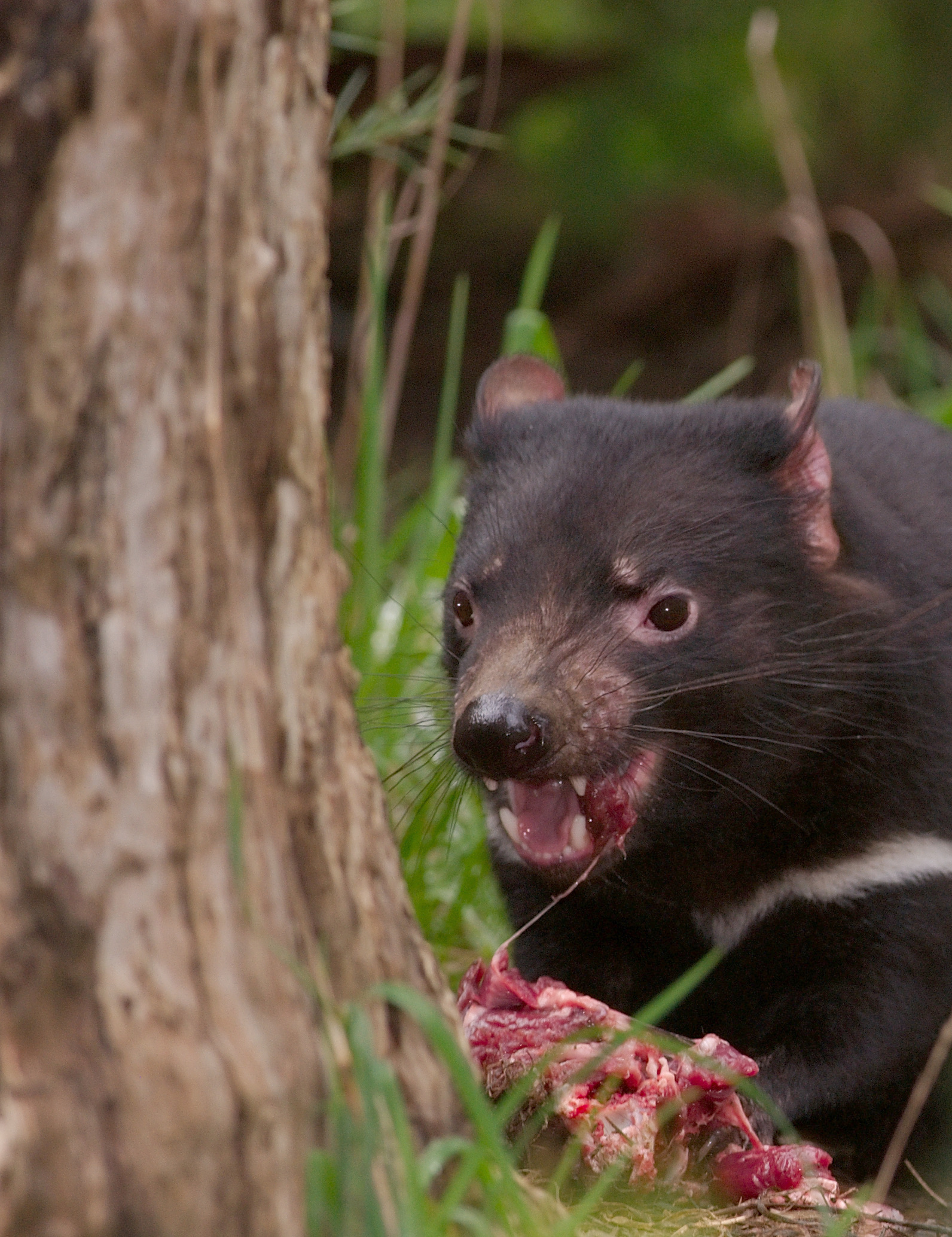
Un diavol tasmanian mănâncă un cangur

Diavolii tasmanieni pot vâna prada de până la dimensiunea unui mic cangur, dar, în practică, ei sunt oportuniști și mănâncă și carne stricată și pradă vânată. Dieta lor este în mare parte variată și depinde de hrană. În medie, mănâncă echivalentul a aproximativ 15% din greutatea corpului lor în fiecare zi; totuși, ei pot mânca echivalentul a până la 40% din greutatea corpului lor în 30 de minute în cazul în care apare posibilitatea de înfometare. Diavolii tasmanieni elimină toate urmele, devorează oasele și blănurile, în plus față de carne, și organele interne. În acest sens, diavolul a câștigat recunoștința agricultorilor tasmanieni, pentru viteza cu care curăță o carcasă și ajută la prevenirea răspândirii insectelor care ar putea afecta altfel de animale.

## Stare de conservare

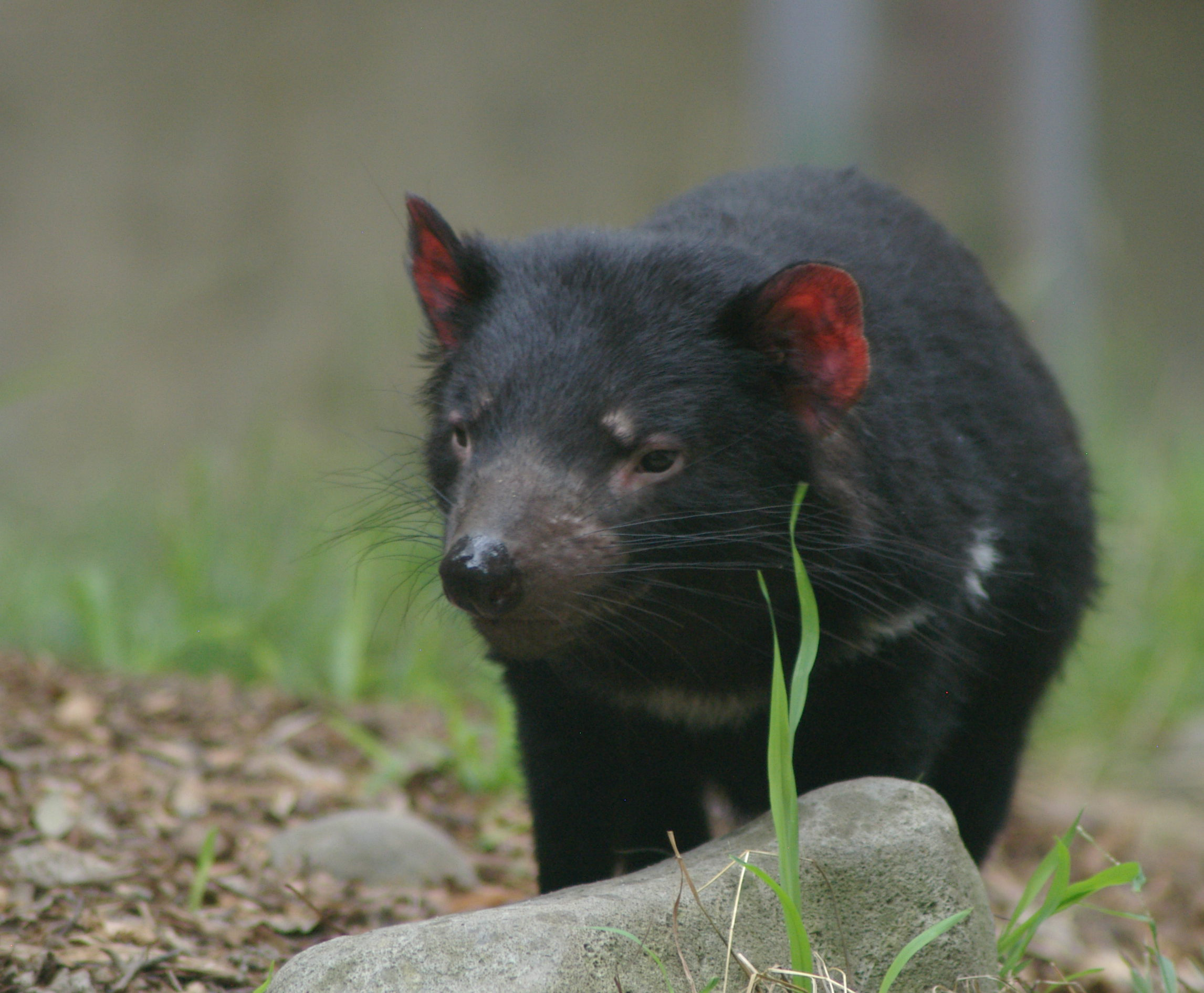
La Healesville Sanctuary, Victoria

De ceva timp, Tasmania a fost ultimul refugiu al carnivorelor marsupiale. Toate marsupiale carnivore au dispărut de pe continentul Australian și au ajuns la scurt timp după om. Doar cele mai mici și mai adaptabile au supraviețuit. Fosile din vestul Victoriei arată că diavoli tasmanieni au fost prezenți pe continentul australian până în jur de 600 de ani în urmă (aproximativ 400 de ani înainte de colonizarea europeana.                                                                                  

Tumora faciala
De la sfârșitul anilor 1990, tumora facială a redus în mod semnificativ populația diavolilor și amenință acum supraviețuirea speciei, care, în mai 2009 a fost declarat a fi pe cale de dispariție. Programe în prezent sunt efectuate de către Guvernul din Tasmania pentru a reduce impactul bolii.
În ultimul timp oamenii de știință au constatat scăderea dramatică a numărului acestor animale, datorită faptului că se îmbolnăvesc de cancer. Cancerul care-i afectează pe diavolii tasmanieni este neobișnuit prin aceea că are un înalt grad de transmisibilitate și este fatal. În plus, din cauza acestei boli, biologii au observat o modificare a comportamentului animalelor, care se împerechează mai devreme, iar puii vin pe lume în anotimpuri neprielnice. Spre exemplu, puii, forțați să părăsească marsupiul mamei în toiul iernii, au șanse mici de supraviețuire.
Ecologiștii cred că este posibil ca hrana animalelor să fie otrăvită cu pesticide sau cu alte tipuri de poluanți. Guvernul tasmanian a pus la punct și un program prin care animalele sănătoase urmează să ajungă într-o rezervație.